# デストレーガ
『DeSTReGA』（デストレーガ）は、1998年9月23日にコーエー（現・コーエーテクモゲームス）から発売されたプレイステーション用ゲームソフトである。開発はオメガフォース。

## ゲームの内容
光栄(コーエー)20周年記念特別作品として開発された「新感覚ファンタジーバトル」を標榜する1～2人用3D対戦アクションゲーム。後に「KOEI The Best版」も発売。
架空の大陸の「イプセン帝国」という小国を舞台に、プレイヤーは様々な魔法を操る「操者(そうじゃ)」と呼ばれるキャラクターたちを操作して対戦を行う。世界観は、魔法を扱う中世ファンタジー風のものに、オリエンタルな雰囲気を組み合わせた本作独自のものとなっている。
コーエーのゲーム製作チーム「オメガフォース」が手掛けた第1作『三國無双』に続く第2作目となるゲーム作品で、ゲーム中特定の条件を満たすとプレイヤーキャラクターのグラフィックを『三國無双』に登場したキャラクターに変更することも可能となっている。

## システム
立体的な地形の3Dフィールドを自由に走り回りながら一対一で敵と戦う、フリーラン・スタイルの対戦ゲームである。
主なゲームモードは、フルボイスのデモムービーを楽しみながらゲームを進めてゆく「ストーリーモード」のほかに、CPUとの連戦を行う「1Pバトルモード」やプレイヤー同士で対戦を行う「VSモード」などがある。
プレイヤーは「魔法」と「打撃」を使い分けながら互いに攻撃し合い、先に相手の体力をゼロにした方が勝者となる。「魔法」と「打撃」の使い分けは相手との距離に応じて自動で切り替えられるようになっており、3つのボタンの連打や組み合わせで様々な攻撃を繰り出せる「簡単攻撃システム」が本作の特徴。また、3種類の属性による駆け引きや、視覚だけでなく聴覚も駆使する特殊なゲーム性など奥深い要素も持つ。

### アクション
攻撃
□・△・〇ボタンに対応。ボタンに応じた攻撃を繰り出す。
相手との距離によって自動で攻撃方法が切り替えられ、相手との距離が近いと「近接攻撃」を、距離が遠いと「魔法攻撃」を行う。
ガード / 弾き
L1ボタンに対応。防御姿勢を取り、正面からの攻撃に備える。
近接攻撃に対してはダメージを受けることなく防御することができ、レベルの低い魔法攻撃ならダメージを軽減することが可能。
また、魔法攻撃が当たる瞬間にガードを行うことで相手の魔法攻撃を弾き飛ばしてダメージを無効化する「弾き」を行うこともできる。
いずれの場合も正面からの攻撃にのみ有効であり、背後から攻撃されると防御することができない。また、中にはガード不能の攻撃も存在する。
ダッシュ
R1ボタンに対応。通常移動よりも素早い移動を行う。十字キーを入力しながらだと進行方向へ、入力していないと相手に向かって一直線に突進する。
「速（ティル）」の回避にも有効だが「散（フォウ）」に対しては不向き。
ジャンプ
×ボタンに対応。飛び上がって移動や回避を行う。ボタン長押しで大ジャンプ、短く押すと小ジャンプの切り替えが可能。
「散（フォウ）」の回避にも有効だが「速（ティル）」に対しては不向き。

### 魔法
相手と距離が離れているときに魔法ゲージを消費することで使えるアクション。各攻撃ボタンを押すと準備動作である「チャージ」を行い、その後ボタンに対応した魔法を繰り出す。魔法は単発で使用する以外にも、チャージ中に追加入力を行うことで最大3段階まで魔法のレベルアップが可能で、入力した魔法の種類によって魔法の威力や性質を強化することができる（「速・速・速」や「力・力・散」など）。また「速・力・散」の3種類を1回ずつ組み合わせた場合は、ガード不能の特殊な魔法に変化する。このほかにも、魔力の壁を発生させながら相手に突進する「チャージダッシュ」、バリアを張って相手の魔法攻撃を防ぐ「チャージガード」、連打と追加入力を行うことで空中から魔法を連射する「チャージジャンプ」などの派生アクションも存在する。
魔法は以下の3種類の属性が存在し、各属性によって性質が異なる。
- 速（ティル）

□ボタンに対応。スピードに優れた性質を持つ。「力（アス）」に強く「散（フォウ）」に弱い。
近接攻撃時は「弱攻撃」となり、追加入力でコンビネーション攻撃が可能。
- 力（アス）

△ボタンに対応。威力に優れた性質を持つ。「散（フォウ）」に強く「速（ティル）」に弱い。
近接攻撃時は「強攻撃」となり、ダメージが大きく相手を吹っ飛ばす攻撃が可能。
- 散（フォウ）

〇ボタンに対応。攻撃範囲に優れた性質を持つ。「速（ティル）」に強く「力（アス）」に弱い。
近接攻撃時は「回り込み攻撃」となり、相手の背後に回りこんでからの攻撃が可能。相手がガードを固めているときに有効。

## ストーリー
とある大陸の「イプセン帝国」と呼ばれる国の片隅で、封印されていた「レリック（聖遺宝）」が発見される。レリックとは千年前、超常的な力を操る「操者（そうじゃ）」と呼ばれる者たちが生み出した特殊な道具のことで、持つ者に操者と同じ力を与えるという奇跡の石であると同時に、1つの国家に繁栄と滅亡をもたらした禁忌の力であった。
野心に駆られた帝国はレリックを復活させて大陸の支配に乗り出そうとするが、生き残っていた操者の末裔たちがその野望を阻止するべく立ち上がり、両者の戦いは諸侯を巻き込んだ内乱戦争にまで発展する。11年後、強大なレリックを操る帝国宰相ザウベルによって内乱戦争は終結を迎えるが、勢いに乗ったザウベルは自身に敵対する者を排除するために「操者狩り」を開始するのであった。
操者の血を引く青年グラッドは、あるとき自身が村を留守にしている間にザウベルの命令で送り込まれたレリック使いによって村を滅ぼされてしまう。怒りに燃えるグラッドは打倒ザウベルを誓い、仲間たちとともに様々な戦いへ身を投じていく。

## 登場人物
遠藤武はクウガ役とナレーター役兼任。また、CPU専用キャラクターとして「RELICS（レリック使い）」が2タイプ存在する。
グラッド
声：石川英郎
本編の主人公。操者の一人。金色の爆炎を操る。『三國無双』対応キャラクターは趙雲。
「操者狩り」で故郷を失った青年で、帝国宰相ザウベルを倒すために旅立つ。ぶっきらぼうで荒っぽい性格だが、情に厚い一面も持つ熱血漢。
セレア
声：桑島法子
操者の一人。風を操る。『三國無双』対応キャラクターは貂蝉。
操者の生き残りを集めるため、ローゼンとともにグラッドのもとを訪れる。内乱の中で生き別れた実の兄がおり、彼を探すことも目的。
アンジー
声：金田さおり
イプセン帝国の第二皇女。記号を操る。『三國無双』対応キャラクターは許褚。
帝国の次期王位継承者だが、立場とは裏腹におてんばな性格。帝位継承権の低さ故に内乱の難を逃れ、従姉であるミレイナの元に保護されている。
ミレイナ
声：永島由子
帝国幹部の紅一点で、アンジーの側近。氷を操る。『三國無双』対応キャラクターは孫尚香。
レリック復活の際に命を落とした前宰相の一人娘で、操者たちへの憎しみが人一倍強く、レリックを操って操者狩りに加わる。
ドイル
声：吉水孝宏
元イプセン帝国将軍。赤い炎を操る。『三國無双』対応キャラクターは張飛。
内乱戦争での経験から戦いに嫌気が差して軍を抜け、息子とともにひっそりと暮らしていた。ファルマによって息子を人質に取られ、止む無くザウベルに手を貸すが、ファルマに操られた息子の手にかかり、グラッドに息子を託して息を引き取る。
レウス
声：野田順子
ドイルの息子。青い炎を操る。『三國無双』対応キャラクターは陸遜。
気弱だが心優しい性格の少年で、父を慕っている。しかし、ファルマによって操られた上に力を覚醒させられ、父を手にかけてしまう。
ティーム
声：中井和哉
レジスタンスの一人。斬撃を操る。『三國無双』対応キャラクターは太史慈。
鎧に身を包み双剣を武器に戦う誇り高き騎士で、かつては小国イプセンの貴族に仕えていた。レリックを巡る内乱で主を失い、同じ境遇にある兵士を集めてレジスタンス活動を始める 。
クウガ
声：遠藤武
ティームの仲間。手裏剣を操る。『三國無双』対応キャラクターは夏侯惇。
忍装束を纏った異国出身の寡黙な男で、感情をあまり表に出さない。大陸の端に位置する小国の密偵で、素性を隠しつつティームのレジスタンスに加わる。
ローゼン
声：増谷康紀
操者の一人。雷を操る。『三國無双』対応キャラクターは諸葛亮。
ザムエル時代の古文書と、封印されていたレリックを発見した。
グラッドとセレアの味方についていたが、それはある目的による演技であり、実際はザウベルの同志。ゆえにミレイナの父の仇の一人だったが、ザウベルによって始末される。
ラオン
声：山田真一
イプセン帝国将軍。光線を操る。『三國無双』対応キャラクターは関羽。
ザウベルの忠実な部下で「操者狩り」やレジスタンスの掃討を行う。ザウベルが辺境の一領主に過ぎなかった頃から彼に仕えていた軍人で、常に前線で戦って武勲をあげている。
ファルマ
声：三木眞一郎
ザウベルの側近。光を操る。『三國無双』対応キャラクターは周瑜。
レリックの扱いに慣れた人物で、ザウベルが内戦を収拾した折、彼の配下に加わる。
冷静沈着な策略家で、独自の思惑を秘めており、実はセレアの生き別れた実兄。
ザウベル
声：掛川裕彦
イプセン帝国宰相。暗黒を操る。『三國無双』対応キャラクターは曹操。
「マスターレリック」と呼ばれる強力なレリックを操り、アンジー以外の皇帝とその一族をことごとく虐殺。大陸の支配を目論む。
「操者狩り」とアンジー抹殺を進めているが、レリックに関する真実を知った者も残らず抹殺しており、グラッド、セレア、ミレイナの父親たちの仇でもあった。

## 評価
週刊ファミ通511号におけるクロスレビューの点数は40点満点中29点。「遠距離主体という異色の対戦ゲームで、ゲームバランスはやや極端。」「グラフィックはハイレベルで、ド派手な魔法攻撃が楽しい。」「気合いの入った作りで、操作の癖は強いがフリーランスタイルの対戦ゲームとしては一つの形を見た。」と評されている。
2020年に行われた『真・三国無双』シリーズ20周年のコーエーテクモゲームスへのインタビューにおいては「新しいことをやりたいという方針のもとにこだわりを持って開発したが、セールス的には奮わなかった」と語られている。

## 関連書籍
- デストレーガ ハイパーガイドブック（光栄出版　ω-Force 監修　ISBN 978-4877196356）